# Ethnische Deportationen in der UdSSR

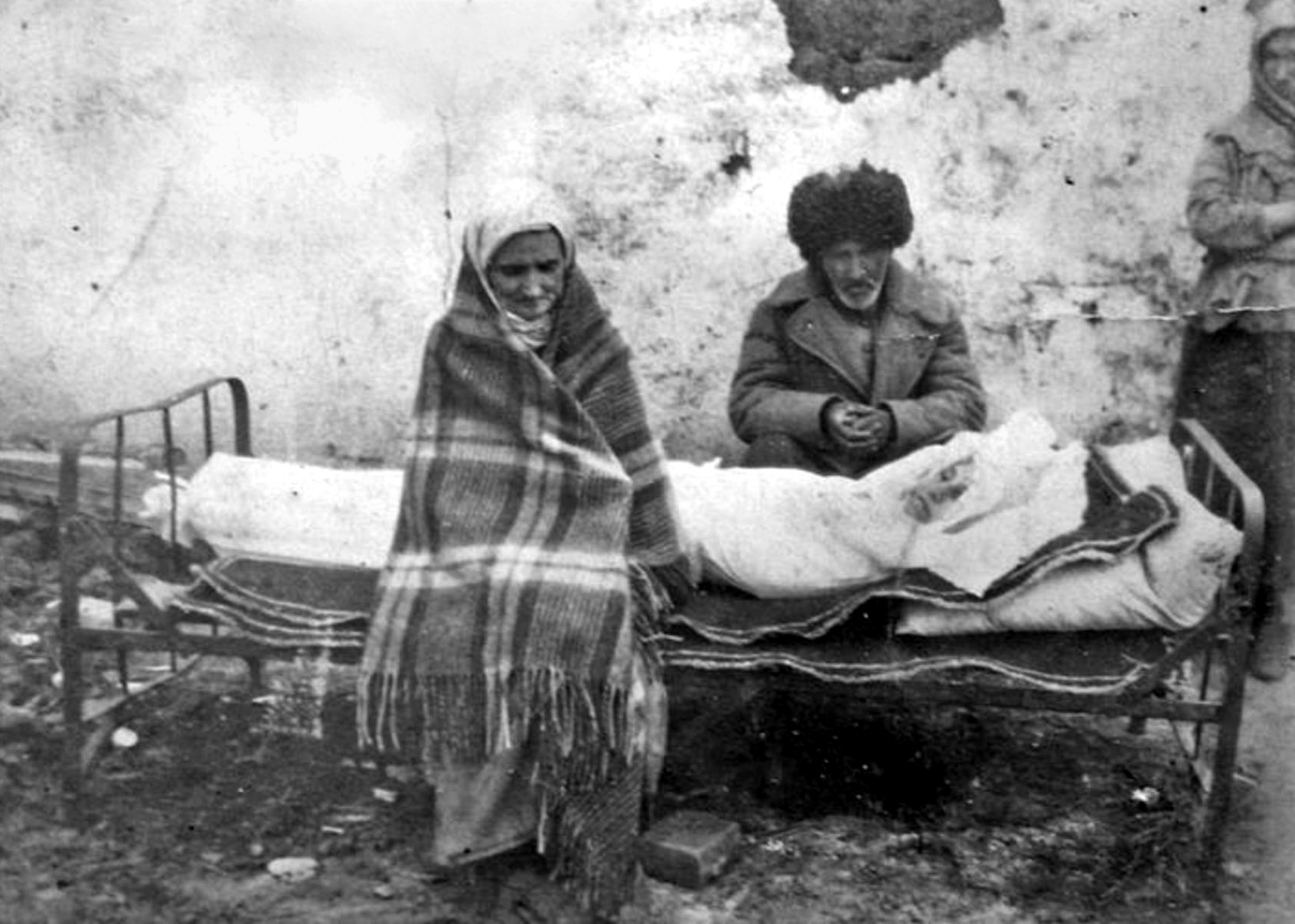
Das inguschische Elternpaar Gasdijew am Deportationsort in Kasachstan 1944 bei ihrer verstorbenen Tochter

Ethnische Deportationen in der UdSSR waren Zwangsumsiedlungen sowjetischer Bürger meist zur Zeit des Stalinismus aufgrund ihrer ethnischen Zugehörigkeit in Sondersiedlungen und Gulags, vorwiegend in Mittelasien und Sibirien. Die Deportationen waren eine der Formen politischer und kollektiver Unterdrückung eigener Staatsbürger. Hauptmerkmale dieser Repressalien, die bewaffnete Einheiten des NKWD durchführten, waren ihr außergerichtlicher und ihr kollektiver, flächendeckender Charakter nach „nationaler“ Zugehörigkeit, obwohl die große Mehrheit der Deportierten keine politische Verfehlung beging, sowie die Bewegung einer großen Menge Menschen in einen geografisch abgelegenen, für sie ungewöhnlichen, oft riskanten Lebensraum.

## Überblick
Neben anderen Sozialgruppen wurden zehn Völker in der UdSSR vollständig deportiert: Russlandkoreaner, Russlanddeutsche, Ingermanland-Finnen, Karatschaier, Kalmücken, Tschetschenen, Inguschen, Balkaren, Krimtataren und kleinere Minderheiten der Krim und meskhetische Türken. Sieben von ihnen verloren ihre nationalen Autonomiegebiete. Den Karatschaiern, Balkaren, Kalmücken, Tschetschenen, Inguschen und Krimtataren wurde in den stalinistischen Deportationsdekreten als Begründung vorgeworfen, mehrheitlich mit der Wehrmacht und anderen deutschen Besatzungsbehörden kollaboriert zu haben. In der osteuropäischen Geschichtswissenschaft ist dieser Pauschalvorwurf seit langem widerlegt. In allen Fällen hatten mehr ethnische Angehörige als Rotarmisten oder Partisanen gegen NS-Deutschland gekämpft, als mit ihm kollaboriert hatten. Deshalb gehen viele Fachhistoriker heute davon aus, dass auch weitere Widerstände gegen die stalinistische Gesellschaftsordnung durch die Deportationen kollektiv „bestraft“ werden sollten.
Diese Repressionen haben in frühsowjetischer Zeit einen Vorläufer in den Verfolgungen und teilweisen Deportationen von Kosaken nach dem Russischen Bürgerkrieg, in dem die Mehrheit gegen die Rote Armee gekämpft hatte und die im Russischen Kaiserreich noch als separate Nationalität galten.

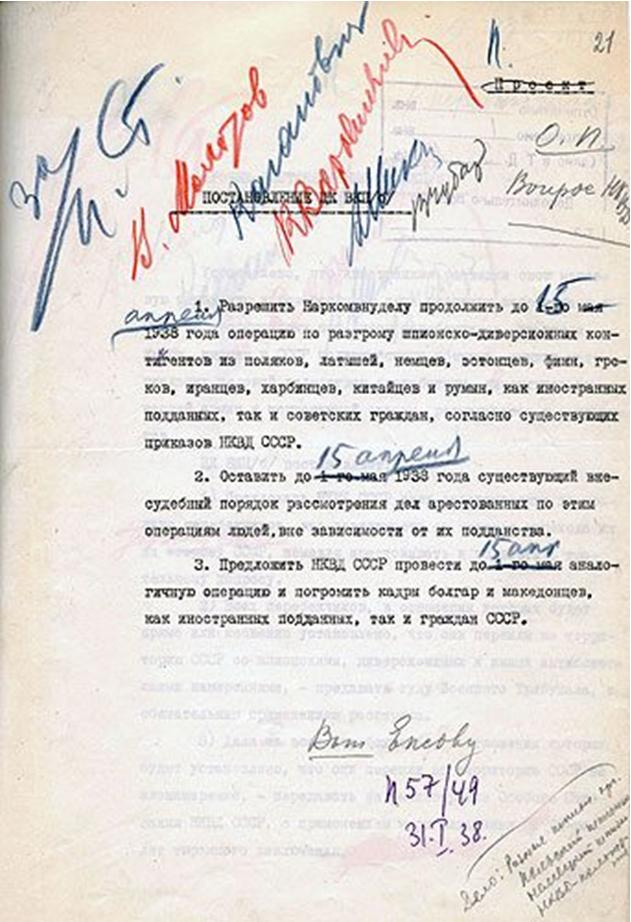
Beschluss des Politbüros des ZK der KPdSU vom 31. Januar 1938 zu sogenannten nationalen Operationen (gegen „Polen, Letten, Deutsche, Esten, Finnen, Griechen, Iraner, Harbiner, Chinesen und Rumänen“), signiert mit „dafür Stalin, W. Molotow, Kaganowitsch, K. Woroschilow, A. Mikojan, W. Tschubar“ und das Enddatum „1. Mai 1938“ wurde von Stalin dreimal handschriftlich in „15. April“ geändert

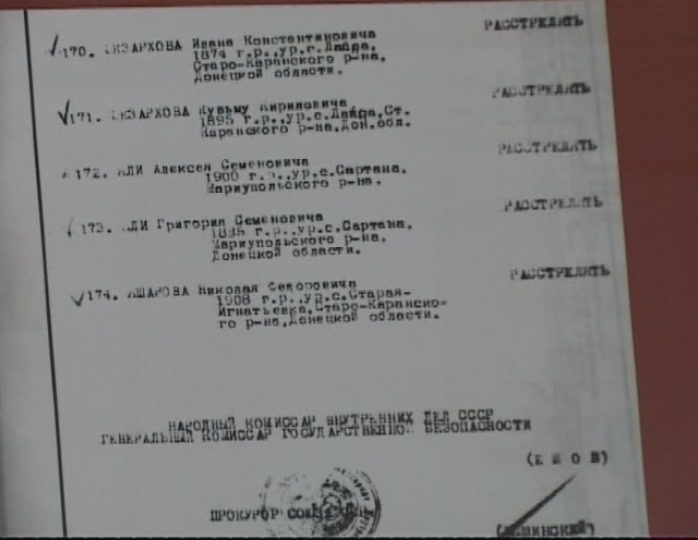
Ausschnitt aus einer der abgehakten Namenslisten des NKWD der „griechischen Operation“ (Januar 1938) in der Oblast Donezk mit Namen griechischer Deportationsopfer.

Viele andere ethnische Gruppen von Sowjetbürgern wurden aus politisch-geostrategischen Gründen „prophylaktisch“ zumindest teilweise, meistens aus grenznahen Regionen deportiert. Diese Deportationsopfer gehörten zu nationalen Minderheiten der Sowjetunion, die in feindlichen Nachbarstaaten daneben die ethnische Staatsnation oder eine wichtige Bevölkerungsgruppe stellten, weshalb im Kriegsfall Kollaboration befürchtet wurde, obwohl sie bis dahin nie kollaboriert hatten. Zu diesen Opfern der Deportationen aus grenznahen Gebieten gehörten Griechen und Italiener, Polen, Rumänen bzw. Moldauer und Bulgaren, (bevor Polen, Rumänien und Bulgarien nach dem Zweiten Weltkrieg sozialistische Länder wurden), Litauer, Letten und Esten in der Sowjetunion vor dem Zweiten Weltkrieg (bevor Litauen, Lettland und Estland selbst 1939 sowjetisch annektiert wurden), Kurden, Assyrer, Chinesen (Dunganen), Iraner und iranische Juden und andere. Auch die Ingermanland-Finnen, die Koreaner aus dem Fernen Osten Russlands und die Türken aus der georgischen Grenzregion zur Türkei, Meschetien, wurden aus diesem Grund deportiert, lebten aber alle in Grenznähe und wurden deshalb vollständig deportiert. Die Russlanddeutschen wurden 1938–41 aus den meisten grenznahen Regionen deportiert, nach dem deutschen Überfall auf die Sowjetunion aus fast allen Siedlungsgebieten in der Sowjetunion.
Den „nationalen Deportationen“ kompletter „Völker“ war ein eigener Abschnitt in Chruschtschows bekannter Geheimrede auf dem XX. Parteitag der KPdSU 1956 „Über den Personenkult und seine Folgen“ gewidmet, auf dem die Zuhörer mit dem Satz überrascht wurden „Die Ukrainer entgingen diesem Schicksal allein deshalb, weil sie so zahlreich sind und kein Raum vorhanden war, wohin man sie hätte deportieren können.“ Seitdem werden sie als weiteres dunkles Kapitel des Stalinismus, neben der Zwangskollektivierung in der Sowjetunion mit Entkulakisierung und folgender Hungersnot, den Stalinistischen Säuberungen u. a. Repressionswellen erforscht. Seit die NKWD-Akten in Russland ab den Jahren nach 2005 meist in den Geheimarchiven des FSB nicht mehr öffentlich sind, stagniert die Erforschung. Besonders über die Zahlen der Todesopfer dieser Deportationen und über ihren Anteil an den Deportierten gibt es bis heute ungeklärte und widersprüchliche Berechnungen und Schätzungen von ca. 10 % bis ein Viertel, manchmal sogar ein Drittel oder mehr. Der Transport in die Sondersiedlungen und Gulags in der Verbannung, meistens in Viehwaggons der Eisenbahn, war besonders für alte, schwache und kranke Deportierte und Kinder verheerend und begleitende NKWD-Einheiten verhinderten einige Fluchtversuche durch Erschießen. Die Sterblichkeit in den ersten Monaten der Verbannung hing oft von der Organisation der Nahrungsversorgung, Unterbringung und medizinischen Versorgung ab und unterschied sich auch zwischen den verschiedenen Deportationen. Ob der Tod eines Teils der Deportierten gewünscht war, ist Gegenstand kontroverser wissenschaftlicher Debatten, politisch wurden einige der Deportationen in einigen Ländern als Genozid anerkannt.
Im Zuge der mit Chruschtschows Geheimrede 1956 eingeleiteten Entstalinisierung wurden alle deportierten Ethnien von den stalinistischen Vorwürfen offiziell rehabilitiert und schon 1957 wurde den Karatschaiern, Balkaren, Inguschen, Tschetschenen und Kalmücken die Rückkehr genehmigt und ihre Autonomiegebiete wiedererrichtet. Einige hatten nach Gulagaufständen kurz vorher auf eigene Faust mit der Heimkehr begonnen. Weil die Entstalinisierung durch Widerstände aus dem Parteiapparat schnell verschleppt wurde und 1961–64 ins Stocken geriet, wurde den Koreanern, Deutschen, Krimtataren und türkischen Mescheten keine Rückkehr mehr erlaubt und sie mussten über die weitere sowjetische Zeit in Mittelasien und Südsibirien (außerhalb der Sondersiedlungen und Gulags) bleiben. Besonders unter Krimtataren bildete sich eine breite Dissidentenbewegung unter Mustafa Dschemilew. Die Mehrheit der Deutschen, Koreaner, Griechen u. a. wanderten seit der Zerfallszeit aus der Sowjetunion aus. Nachdem es im Frühjahr 1989 in Usbekistan zu Übergriffen und Pogromen gegen Angehörige der türkisch-meschetischen und der krimtatarischen Minderheit kam, evakuierte sie die Gorbatschow-Regierung auf dem Luftweg aus Mittelasien und die meisten Krimtataren und kleinere Minderheiten der Krim kehrten in den folgenden Jahren auf die ukrainische Krim zurück. Weil die nationalistische georgische Regierung unter Swiad Gamsachurdia den Mescheten die Rückkehr verweigerte, leben die meisten heute unter der Bezeichnung „Türken“ in Aserbaidschan und im russischen Nordkaukasus. Nach dem am 26. April 1991 vom Obersten Rat der RSFSR verabschiedeten Gesetz über die Rehabilitation unterdrückter Völker wurden Völker (Nationen, Nationalitäten oder ethnische Gruppen und andere historisch gewachsene kulturelle und ethnische Gemeinschaften, zum Beispiel Kosaken) als unterdrückt anerkannt, wenn sie aufgrund nationaler oder anderer Zugehörigkeit einer staatlichen Politik der Verleumdung und des Völkermords, begleitet von Zwangsumsiedlung, der Abschaffung autonomer Nationalstaatsbildungen und ihrer Aufteilung und der Schaffung eines Terror- und Gewaltregimes in Sondersiedlungen und Gulags ausgesetzt waren.
Einige Autoren betrachten auch andere Umsiedlungen mit diesen ethnischen Deportationen. So zählen Autoren baltischer Länder, Polens und Rumäniens die stalinistischen Deportationen aus sowjetisch annektierten Gebieten nach dem Hitler-Stalin-Pakt 1939 dazu, die aber nicht nach ethnischer Herkunft vollständig oder regional vollständig waren, sondern soziale und politische Repressionswellen. Das gilt auch für das östliche Polen, wo im „Klassenkampf“ verfolgte Oberschichten (Adelige, Bürgerliche) und politisch verfolgte, dem eroberten Polen loyale Schichten (Politiker, Militärs, Beamte, Lehrer usw.), zwar weit häufiger ethnische Polen, als Ukrainer oder Weißrussen waren, aber auch hier kamen die Deportierten und ihre Verfolger aus vielen Ethnien. Andere Autoren betrachten willkürliche NKWD-Deportationen nach der sowjetischen Eroberung Rumäniens, Bulgariens und Teilen Ungarns von August bis Winter 1944, die aber nicht nach ethnischen Kriterien ausgewählt wurden oder überhaupt systematisch waren. Manchmal werden auch die Vertreibungen im „Bevölkerungsaustausch“ zwischen Polen und der Ukrainischen SSR und Weißrussischen SSR nach dem Zweiten Weltkrieg (Zwangsumsiedlung von Polen aus den ehemaligen polnischen Ostgebieten 1944–1946 und von Ukrainern und Weißrussen in die Gegenrichtung), oder zwischen der Armenischen SSR und der Aserbaidschanischen SSR mit betrachtet. Allerdings endeten diese Umsiedlungen nicht in stalinistischen Gulags und Sonderlagern, sondern hinter den festgelegten Grenzen. Einige Autoren in Russland der letzten Jahre betrachten auch die Kulakenverfolgungen (eine soziale Gruppe, keine ethnische), die Umsiedlungen von Gebirgsbewohnern des Kaukasus und Pamir ins Vorland, oder entlegener Gebiete in dichter besiedelten Regionen, die aber nicht nach ethnischen Kriterien ausgewählt wurden, und sogar die Ansiedlungen russischer Facharbeiter, Siedler und Beamter in Minderheitengebieten (oft nicht erzwungen, sondern freiwillig) in diesem Zusammenhang. Unabhängig davon, dass alle diese Ereignisse auch historisch erforscht werden sollten, verwischen sie so die Grenzen dieses Phänomens in den zahlreichen staatlichen Repressionen, Deportationen und individuellen Umzügen und Besiedlungen der Stalinzeit. Ob diese Autoren den nationalen Opfermythos verstärken oder die Ereignisse relativieren wollen, betrachten sie so nicht nur die ethnischen Deportationen, die schon Zeitgenossen, wie Chruschtschow als gesondertes Verbrechen des Stalinismus wahrnahmen und verurteilten.

## Systematische Kategorisierungsvorschläge
In Bezug auf Zwangsmigrationen in der Sowjetzeit werden unterschiedliche Konzepte verwendet. Zum Beispiel unterschied die Historikerin L. N. Djatschenko im Jahr 2013 in ihrer Dissertation über Zwangsmigrationen in die Kirgisische SSR zwischen folgenden Konzepten: „Zwangsdeportationen“ allgemein und Deportationen „nach Nationalität“. Unter den letzteren unterschied sie „vollständige Deportationen“ und teilweise Deportationen und nach Zweck unterschied sie zwischen „geopolitischen Deportationen“ und „repressiven Deportationen“.
Die Begriffe wurden vom bekannten Forscher für Zwangsmigrationen in die UdSSR, Nikolai Bugai, kritisiert als konkret kaum zu gebrauchen. Bugai selbst verwendet bei einer das Konzept der „Zwangsdeportation“ allgemein, das er aber nicht sehr trennscharf einsetzt.
Die Teilnehmer des internationalen Symposiums „1937: Russischsprachige Koreaner – Vergangenheit, Gegenwart und Zukunft“ (Wladiwostok, 2017) verabschiedeten eine Sonderentschließung, in der sie feststellten, dass der Begriff „Deportation“ nicht für die Zwangsumsiedlung der Völker der UdSSR gilt, weil sie es durch ihre hohen Opferzahlen als schlimmer einschätzten und forderten deshalb, das Rehabilitationsdekret von 1991 um ein weiteres Gesetz zu ergänzen, das die Einordnung als Genozid enthält.

## Vorerfahrungen in vorsowjetischer Zeit

### Verbannung und Straflager

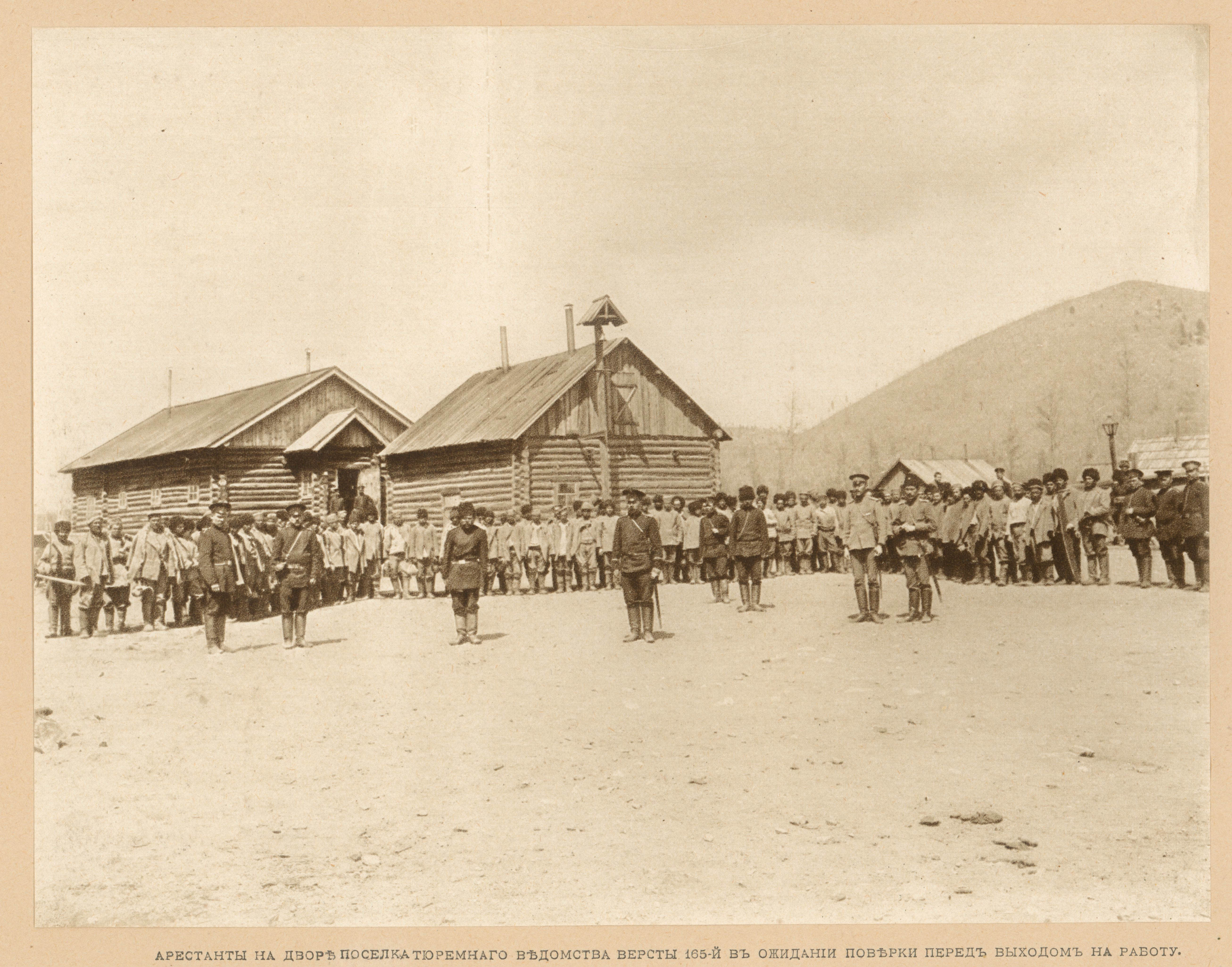
Typisches Gefangenenlager in Sibirien, zwischen 1908 und 1913

Verbannungen in entlegene Gebiete östlich des Ural reichen bis ins 16. Jahrhundert zurück. Es entwickelte sich das System der Katorga (der Zwangsarbeit in Strafkolonien) und der Verbannung (ссы́лка – 'ssýlka') nach Sibirien. Verbannte wurden wenig bewacht in entlegenen Dörfern angesiedelt, aus denen die Flucht nur unter erheblichem Aufwand möglich war, schwerere Fälle kamen in Strafkolonien auf der Insel Sachalin oder zum Bau der Transsibirischen Eisenbahn. Von 1807 bis 1863 wurden im Jahresschnitt 8213 Menschen nach Sibirien deportiert. 1807 markierte den Beginn statistischer Erhebungen, zu solchen Umsiedlungen kam es auch schon davor. In diesem Zeitraum wurden 336.737 Menschen nach Sibirien deportiert. 1862 wurden 9570 Menschen nach Sibirien deportiert, 1863: 10.108 Menschen. Zwischen 1865 und 1881 stieg die durchschnittliche jährliche Rate der Deportierten nach Sibirien auf 15.733 Menschen an. Zwischen 1863 und 1880 kam es zu Massendeportationen von Polen nach Sibirien als Folge der polnischen Aufstände, die 1863 in dem Januaraufstand gipfelten. Sibirien wurde zu einem Synonym für Verbannung. Daneben gab es aber auch weitere Verbannungsorte im Russischen Kaiserreich.
Doch erst in den 1930er und 1940er Jahren nahmen die Deportationen in Russland einen totalen Charakter an. Im Stalinismus diente das nunmehr millionenfache Heer von verbannten/umgesiedelten Sondersiedlern und Gulag-Häftlingen nicht allein der Bestrafung juristischer und politischer Vergehen, die oft vollkommen zu Unrecht behauptet wurden, oder der Einschüchterung Andersdenkender, sondern der immense Bedarf an Arbeitskräften bei der Erschließung, Besiedlung und Industrialisierung riesiger Gebiete in kurzer Zeit diktierte die Deportationsquoten, die dem NKWD oft vorgegeben wurden.

### Gruppenumsiedlungen und ethnische Deportationen
Zwangsumsiedlungen wurden schon im vorsowjetischen Russland durchgeführt, waren aber nicht so häufig, wie in sowjetischer Zeit. Bei der Expansion des Moskauer Großfürstentums ließ Wassili III. 1510 aus Pskow 300 führende Familien nach Zentralrussland deportieren, Iwan IV. ließ um 1569 8000 Familien der höheren Schichten aus Nowgorod nach Moskau und im Gegenzug eine gleiche Zahl loyaler Moskauer Familien nach Nowgorod umsiedeln. Auch Einwohner baltischer Städte wurden im Livländischen Krieg im 16. Jahrhundert vor allem nach Wladimir, Nischni Nowgorod und Moskau zwangsumgesiedelt, wo sie als Faustpfand für den Gehorsam der neuen baltischen Gebiete dienten.
Im Zuge der imperialen und kolonialen Ausbreitung des Zarentums Russland und des Kaiserreiches Russland über Teile Europas und Asiens kam es zwar in einigen Regionen zu Verdrängungen und Russifizierungen der Vorbevölkerungen – besonders in Südrussland und Südsibirien – doch häufig wird betont, dass diese Ereignisse mit den parallelen vollständigen Deportationen und Vertreibungen, vor allem in Nordamerika, Australien oder einigen anderen Regionen Amerikas und Südafrikas nicht vergleichbar waren. Während in Nordamerika Ende des 19. Jahrhunderts die gesamte Urbevölkerung in Indianerreservate deportiert wurde, in den USA im Trail of Tears auch in die Regionen westlich des Mississippi, lebten die ethnischen Gruppen der Vorbevölkerung Russlands meistens weiter in ihren alten, wenn auch manchmal verkleinerten, Siedlungsgebieten, immer ergänzt um zugezogene Beamte, Kosaken und Siedler.

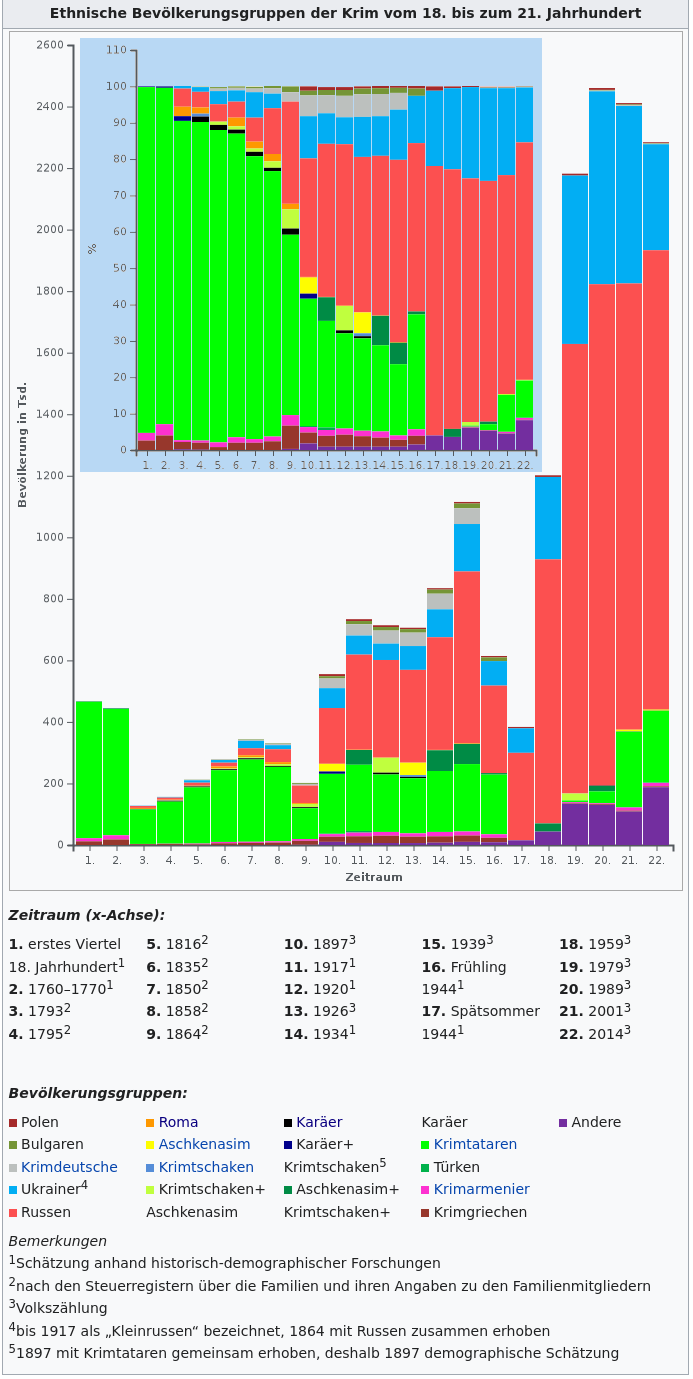
Bevölkerung der Krim (gesamt und in %): 18. Jahrhundert–2014, hellgrün: Krimtataren. Gut sichtbar die Fluchtwellen nach der russischen Annexion 1792, nach dem Krimkrieg, die Opfer der NS-Besatzung 1941–44 und kurz danach die stalinistischen Deportationen.

Angespannter war die Lage in der Schwarzmeerregion, wo die muslimisch-sunnitische Bevölkerung eine lange Geschichte politischer Loyalität zum mit Russland verfeindeten Osmanischen Reich aufwies, die auch religiös untermauert wurde – die regional dominierende sunnitische Rechtsschule der Hanafiten folgte damals dem Anspruch der osmanischen Sultane als Kalif (religiös-politisches Oberhaupt) der Muslime. Deshalb kam es in der Schwarzmeerregion besonders bei russisch-osmanischen Kriegen regelmäßig zu Aufständen gegen die russische Herrschaft, nach deren Niederschlagungen immer wieder viele Muhadschire aus Russland flüchteten. So verließen 1792–1922 über 80 % der Krimtataren die russische Krim (in statistischen Zahlen aufgrund des parallelen Bevölkerungswachstums nicht eindeutig sichtbar, nur im Vergleich mit der krimtatarischen Bevölkerung Anatoliens). Unter den nördlich und östlich lebenden Nomaden, die zu den Verbänden der Nogaier gehörten, war der Anteil noch größer, in entfernteren Regionen dagegen weit geringer.

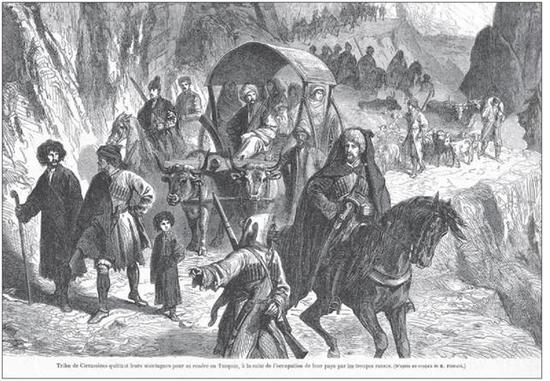
Kaukasische Flüchtlinge. Zeitgenössische Darstellung.

Eine Episode regional vollständiger ethnischer Deportation kennt auch die Geschichte der russischen Expansion. Am Ende des langwierigen Kaukasuskrieges von ca. 1817 bis 1864 um die russische Eroberung des Großen Kaukasus wurde ca. 1860/62–64/65 die Vorbevölkerung des Westkaukasus – meistens Tscherkessen, auch Abasinen und nach einem Aufstand 1866/67 endgültig auch Abchasen – aus den Berggebieten komplett deportiert, die Abchasen auch aus ihrer Hauptstadt Sochumi und Umgebung. Insgesamt waren zusammen mit Aussiedlungen einzelner Stämme aus anderen Gebieten des Kaukasus etwa 500–700.000 Menschen betroffen, die vorwiegend ins Osmanische Reich, zu kleinen Teilen auch ins Vorland des Gebirges umgesiedelt wurden. Schon damals zeigte sich, dass Deportationen kompletter Bevölkerungen viele Opfer fordern, maximal 100.000 Todesopfer werden geschätzt, weshalb auch hier der Genozid-Charakter diskutiert wird. Die Umsiedlung war eine organisierte Deportation, weil die russische Armee die Deportationszüge und ihre Vollständigkeit überwachte, die Schiffe für die Überfahrt über das Schwarze Meer organisierte und bezahlte und mit dem Osmanischen Reich die Bedingungen der Ansiedlung in Anatolien aushandelte. Die Verbote für Tscherkessen, Abchasen und Abasinen, die Berggebiete und die Umgebung von Sochumi auch nur zu betreten, bestanden bis 1905.
Die Erinnerung an die im 19. Jahrhundert noch lebhaft rezipierten Kaukasusdeportationen verblasste im 20. Jahrhundert hinter den Erfahrungen des Ersten Weltkrieges, als es um diese Zeit besonders in den Nachbarländern zu neuen nationalistisch motivierten Deportationen kam. In den Balkankriegen wurden hunderttausende Menschen aus den neuen Nationalstaaten ausgesiedelt, fast 100.000 Bulgaren und Türken allein zwischen Bulgarien und dem inzwischen jungtürkisch regierten Osmanischen Reich. 1915 folgte der Völkermord an den Armeniern, entgegen politischer Leugnungsversuche in zeitgenössischen Quellen als ein als Umsiedlung getarnter Vernichtungsversuch beschrieben, und 1922 der „Bevölkerungsaustausch“ zwischen Griechenland und der Türkei von insgesamt ca. 1,6 Mio. Menschen. Auch die russische Armee deportierte im Weltkrieg etwa 800.000 deutsche und jüdische Untertanen aus den frontnahen Westgebieten, von denen zu große Sympathien für die Kriegsgegner Österreich-Ungarn und Deutsches Kaiserreich erwartet wurden, und plante polnische Deportationen, die aber nicht mehr durchgeführt wurden. Die Realität von Deportationen und ihre Folgen waren der frühsowjetischen Öffentlichkeit und Politik also durchaus bekannt.

## Deportationsgeschichte

### Deportationen innerhalb der Sowjetunion

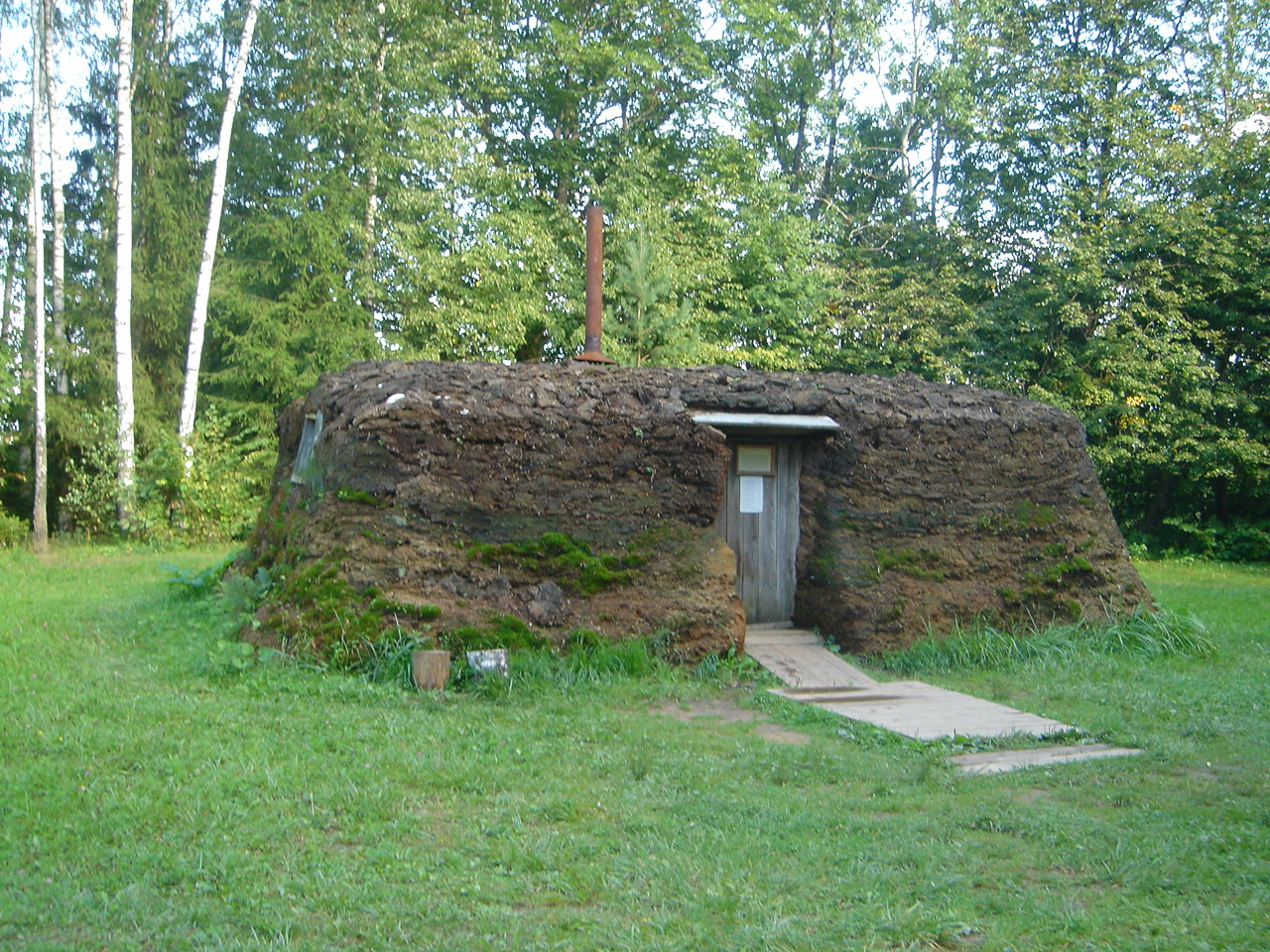
Rekonstruktion einer frühen Notbehausung der Deportierten in Gulags, ähnliche Beispiele sind aus Mittelasien überliefert. (Freilichtmuseum Rumšiškės, Litauen)

Die erste Deportation in der Geschichte der UdSSR, die aus Gründen der nationalen Zugehörigkeit stattfand, bezog sich auf die Finnen. 1935 wurde der Beschluss über die Ausweisung der finnischen Bevölkerung aus den grenznahen Gebietsstreifen um Leningrad in den Nordwesten gefasst. Mehrere zehntausende Finnen wurden in die Oblast Wologda umgesiedelt. Dies ist eine der ersten einer ganzen Reihe von Operationen zur so genannten „Säuberung“ der Grenzen und der Vorbereitung kriegerischer Handlungen.

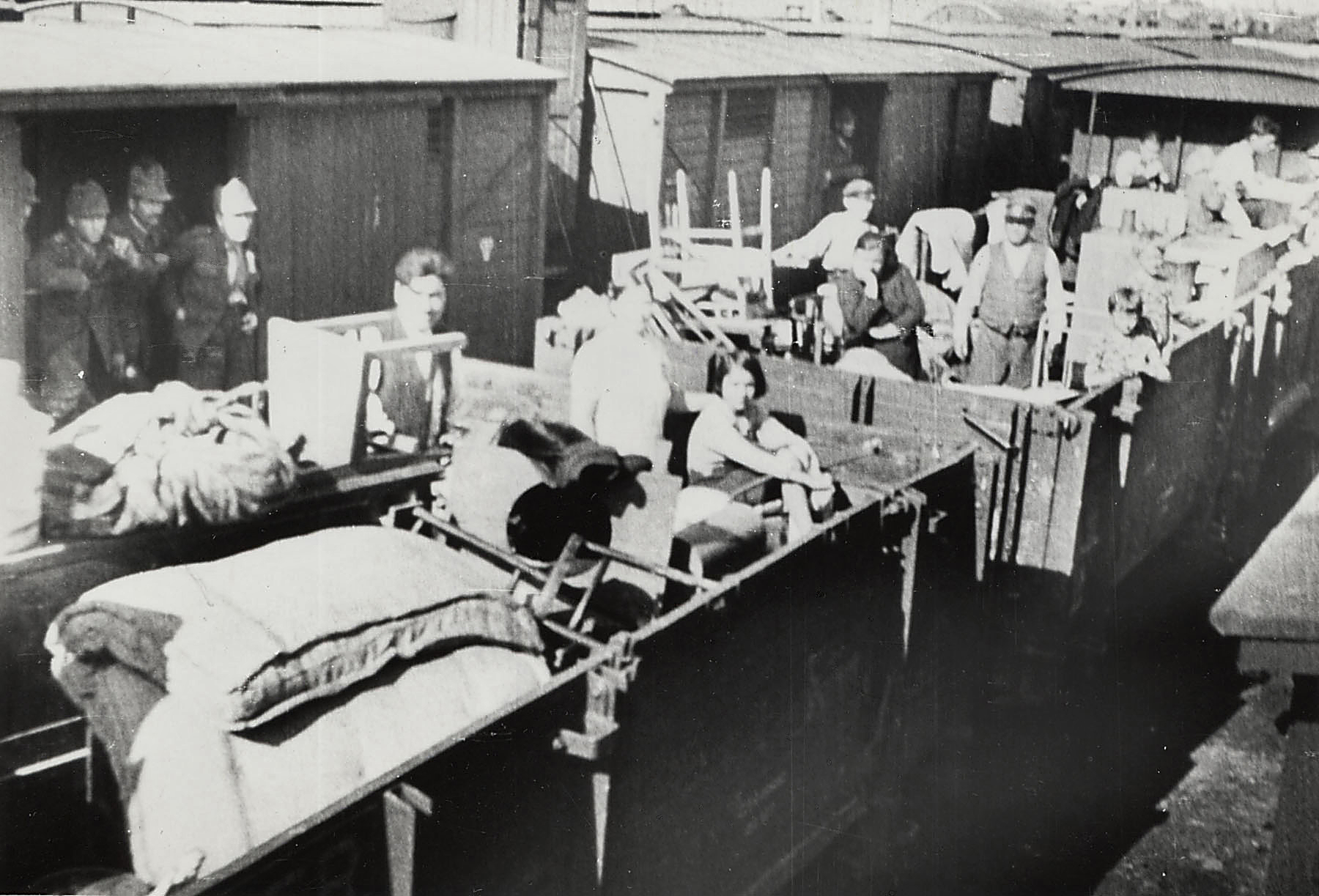
Rumänische Deportierte 1940 nach der sowjetischen Annexion Bessarabiens und der Nord-Bukowina im Hitler-Stalin-Pakt auf dem Weg nach Rest-Rumänien. Ähnlich sahen auch die ethnischen Deportationen nach Mittelasien in offenen oder geschlossenen Güterwaggons („Viehwaggons“) aus, aber mit weniger Gepäck und bewacht durch bewaffnete NKWD-Einheiten.

Ablaufschema und bestimmender Charakter der Deportationen:
Nach Beschluss über die Aussiedlung von ungefähr 45.000 Personen aus den grenznahen Gebieten der Ukraine nach Kasachstan im April 1936 wurden die so genannten Sonderumsiedler (russisch: spezpereselenzy, wörtlich: Spezialumsiedler) gewaltsam in Zugwaggons getrieben und über eine Dauer von drei bis vier Monaten bis nach Kasachstan transportiert. Hinter Kustanaj hielten die Züge in offener Steppe. Die bewaffnete Begleittrupps sprangen aus den Zügen, steckten eine rote Fahne auf, warfen ein paar Zelte aus den Waggons und befahlen hundert Personen des Zugtransports, fortan dort zu „leben“. Der Zug mit den restlichen Deportierten fuhr anschließend weiter. Diese Prozedur wiederholte sich alle 15–20 Kilometer. Mindestens 100.000 Deportierte fanden aufgrund dieser von staatlicher Seite bewusst herbeigeführten unzulänglichen Versorgungsstrukturen im ersten Winter den Tod in der kasachischen Steppe.
Der totalen Deportation in den Jahren des Großen Vaterländischen Krieges waren sieben Völker ausgesetzt: Deutsche, Karatschaier, Kalmücken, Inguschen, Tschetschenen, Balkaren und Krim-Tataren. Die Deportationen waren begleitet von der Liquidierung ihrer Autonomie.
Wenngleich die Repressionen gegen diese Völker ihre spezifischen Merkmale besaßen, gab es dennoch Gemeinsamkeiten: das Bestreben, die Menschen einander anzugleichen, damit sie ihre Sprache, ihre Traditionen vergaßen und aufhörten, ihre Vorfahren zu ehren.
Auch die 200.000 Menschen große koreanische Minderheit im russischen Fernen Osten, die Korjo-Saram, wurden 1937 Opfer staatlicher Repressalien. Im Verlauf der Deportationen wurden die Koreaner auf Viehwaggons verladen und ebenso nach Kasachstan oder Usbekistan abtransportiert. An den Sondersiedlungsorten wurden sie zu Zwangsarbeiten herangezogen und lebten unter Bedingungen eingeschränkter Rechte und Freiheiten. Die meisten von ihnen waren zuvor Reisbauern und Fischer und konnten sich an die trockene zentralasiatische Umgebung nur schwer anpassen. Schätzungen zufolge starben bis zu 40.000 Koreaner in den ersten Jahren nach der Deportation. Die deportierten ethnischen Koreaner durften nicht in ihre Heimat zurückkehren. In den Ausweisen der Sonderumsiedler gab es besondere rote Stempel. Koreanische Schulen und die Verwendung der koreanischen Sprache wurde verboten.
In den Jahren des Großen Vaterländischen Krieges ab 1941 erreichte die Deportation ethnischer Minderheiten ihre größten Ausmaße. Ganze Völker wurden kollektiv „bestraft“. Als offiziellen Grund für die Verschleppungen galt regelmäßig der Generalvorwurf „Verrat“ am Sowjetsystem.
Die Repressionen gegen Deutsche wurden anhand von staatlichen Befürchtungen geleitet, das die deutsch-ethnischen Sowjetbürger eine staatliche Unterwanderung, Sabotage oder Aufstände planen würden. Infolgedessen begann die Massendeportation der Deutschen aus den grenznahen und zentralen Industriegebieten z. B. an der Wolga ins Hinterland, in die abgelegenen Gebiete Sibiriens, Kasachstans, Tschitas. Die Wolgadeutsche Republik wurde im August 1941 liquidiert. Männer im Einberufungsalter mussten Zwangsarbeit in der Waldwirtschaft, auf Baustellen oder in Schachtanlagen leisten. Die Versorgung dieser Häftlinge war bewusst schlecht und reichte nicht zum Überleben. Hinzu kamen Quälereien und Misshandlungen durch die Wachmannschaften. Die Menschen hielten dem nicht stand und starben zu Tausenden.

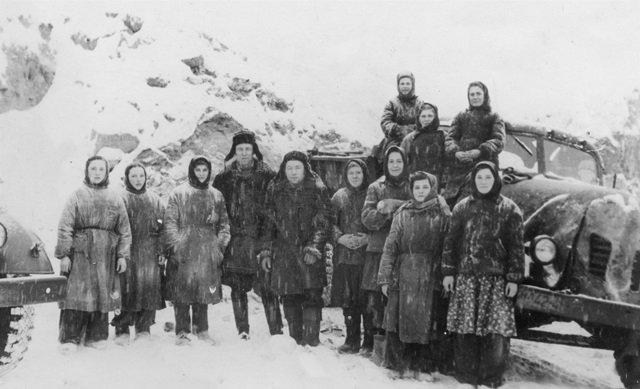
Krimtatarische Deportierte bei Ankunft im Gulag in Krasnowischersk, Region Molotow/Nordrussland vor ZIS-150-Ladeflächen-LKW des NKWD, die typischen Transportmittel der Deportation, neben Güterwaggons und Fußkolonnen. Nordrussische und sibirische Gulags waren oft Bestimmungsort für junge, gesunde Menschen, von denen am ehesten Widerstand zu befürchten war. Klimatische Umstellungsprobleme – die Abgebildeten stammten aus den Dörfern Otuz (heute Schtschebetowka, im Stadtkreis Feodossija) und Schelen (heute Hromiwka im Stadtkreis Sudak) mit mediterranem Klima – waren neben mangelnder oder fehlender Versorgung und Gewalt die Haupttodesursache.

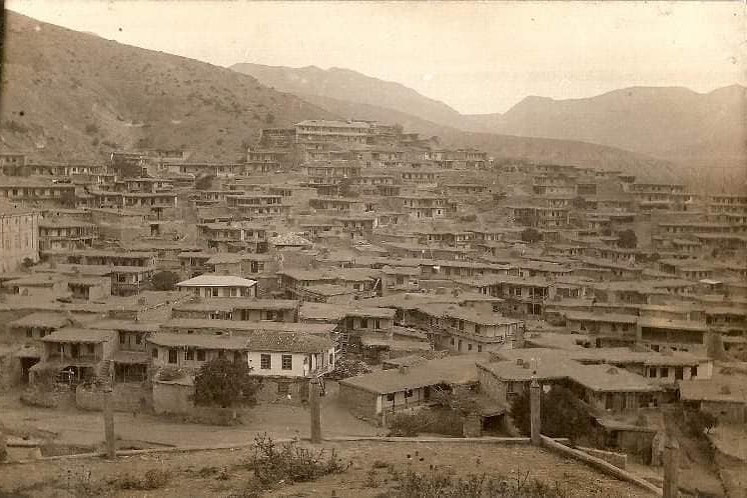
Das krimtatarische Dorf Üsküt (russ. Uskut), heute Prywitne/Priwjetnoje, im Stadtkreis von Aluschta, aufgenommen 1945 nach der Deportation der Bewohner.

Infolge der ethnischen Deportationen von Völkern aus dem Nordkaukasus und von der Krim mussten etwa 870.000 Menschen ihre Heimat verlassen. Zusammen mit den Deutschen macht die Zahl der in den Kriegsjahren von 1941 bis 1945 deportierten Staatsbürger ungefähr 2,3 Millionen Menschen aus. Die verlassenen Gebiete wurden, wiederum unter Zwang, von anderen Menschen besiedelt. Daraus ergibt sich eine Gesamtopferzahl der totalen ethnischen Deportationen von etwa drei Millionen Opfern.
Seit der Nachkriegszeit verloren die Deportationen ihren totalitären Charakter. Nach Stalins Tod 1953 begann die Rückkehr der deportierten Völker in ihrer früheren Wohngebiete.
In der dritten Phase der Deportationen waren wieder Deutsche erfasst, die zuvor von den Deutschen als Volksdeutsche ins Altreich gebracht wurden. Von der Deportation nach Osten in 1945 waren zwischen 290.000 und 300.000 Deutsche betroffen, die früher die sowjetische Staatsbürgerschaft besessen hatten und sich nun in den von der Roten Armee besetzten Gebieten wiederfanden. In den Augen der Sowjets galten diese Menschen als „Vaterlandsverräter“. Dazu kamen weitere 300.000 Vertragsumsiedler, die nie eine Staatsbürgerschaft besessen hatten, nun aber im Zuge der Eingliederung der Territorien in die Sowjetunion zu Sowjetbürgern erklärt wurden. Die Repatriierten wurden nicht wie versprochen in ihre vorherigen Wohngebiete zurückgebracht. Auch sie wurden in Sondersiedlungen umgesiedelt.
Von den 1941 bis 1945 Deportierten starben nach Schätzungen 300.000 Menschen im Zuge der Deportationen.

### Deportationenindie Sowjetunion
Als Sonderfall gilt der Fall einer Deportation von Menschengruppen in die Sowjetunion zwischen 1943 und 1947. Im Rahmen der Operation Keelhaul wurden rund zweieinhalb Millionen Menschen, die aus dem Gebiet der Sowjetunion stammten, von den Briten und den US-Amerikanern dorthin zurückgeschickt, oftmals gegen ihren Willen im Zuge einer Zwangsrepatriierung. Viele dieser Menschen kamen ums Leben, durch Exekutionen oder auch durch Selbstmord. 520.000 deutsche Zivilisten aus den Ostgebieten wurden beim Vormarsch der Roten Armee 1945 anschließend in sowjetische Arbeitslager zur Zwangsarbeit deportiert. Etwa 80 Prozent davon waren Frauen von 15 bis 45 Jahren, die zudem systematischen Vergewaltigungen ausgesetzt waren.
Die Organisation der Verschleppung deutscher Zivilisten lag bei den Fronten (Armeegruppen) der Roten Armee. Sie begann in den jeweils eroberten Gebieten im Allgemeinen bereits zwei bis drei Wochen nach der Besetzung. Jede der vier sowjetischen Fronten betrieb in Eigenregie in ihrem Bereich die Verhaftung und Einlieferung der Deutschen in die Durchgangs- und Sammellager. Die Verschleppung beruhte weniger auf einem Plan zur Deportation bestimmter Personen und Personengruppen, sondern darauf, möglichst schnell eine möglichst große Zahl arbeitsfähiger Deutscher zusammenzutreiben. Als Auffanglager dienten in der Regel Zuchthäuser und Gefängnisse, Kasernen oder Baracken. Die Umstände der Inhaftierung waren im Allgemeinen vergleichbar. Die arbeitsfähigen Bewohner eines Gebiets erhielten Befehl, sich zu einem festgesetzten Termin an einem Meldeort zu begeben. Von dort aus begann der Weg zum nächstgrößeren Sammellager. Von dort folgte die Beförderung ins Hauptlager, wo die zu Deportierenden in Güterzüge verladen wurden. Infolge schwerer Gewaltanwendungen, unzureichender Verpflegung und durch Krankheiten starben bereits in den Sammellagern viele Hundert Verschleppte. Die Transportzüge nahmen durchschnittlich je 2000 Verschleppte auf. Die Fahrt zu den Arbeitslagern in Russland dauerte drei bis sechs Wochen. Während dieser Zeit wurden die Verschleppten ungenügend mit Nahrungsmitteln und Wasser versorgt. Die Sterblichkeit auf der Fahrt betrug zehn Prozent der Deportierten. Die Arbeitslager, denen die Transporte zugeleitet wurden, lagen über ganz Russland verstreut. In der Regel waren körperlich schwerste Arbeiten zu verrichten. Krankheiten und Sterbefälle nahmen im Jahresverlauf 1945 immer stärker zu. Die weitaus meisten Verluste, die unter den deportierten Deutschen entstanden, fielen in die Zeit vom Frühjahr bis zum Herbst 1945. In einzelnen Lagern verstarben mehr als die Hälfte der Zwangsarbeiter (staatliches Konzept der Vernichtung durch Arbeit). Nach der ersten großen Entlassungswelle von 1945 zogen sich die Lagerauflösungen und Rücktransporte nach Deutschland bis 1948 hin. Die letzten größeren Rücktransporte erfolgten 1949, nach vierjähriger Zwangsarbeit. Von den SMT-Verurteilten wurden 19.450 Häftlinge in die Sowjetunion deportiert. Die Sterberate dieser Menschengruppen in den Arbeitslagern lag beim Faktor 5:1 gegenüber den üblichen Gulags. Die Zahl der 1945 und danach in die Sowjetunion verschleppten getöteten deutschen Zivilisten ohne sowjetische Staatsbürgerschaft beträgt geschätzt 185.000 Menschen.
Weitere Deportationen:
- Entkulakisierung
- Operation Nord
- Deportation aus Estland
- Märzdeportationen 1949 im Baltikum
- Verschleppung von Rumäniendeutschen in die Sowjetunion
- Deportation der Wolgadeutschen im Jahre 1941
- Deportationen der Russlanddeutschen

### Chronologie
- Mai 1936: Deportation von 36.000 Polen nach Kasachstan
- September–Oktober 1937: Deportation von 172.000 Koreanern nach Usbekistan und Kasachstan
- September–November 1939: Deportation von 110.000 Polen nach Sibirien
- Juni 1941: Deportation von 10.000 Litauern, 9500 Letten und 6.000 Esten
- November 1943: Deportation von 69.000 Karatschaiern nach Kirgisien und Kasachstan
- Januar 1944: Deportation von 80.000 Kalmücken nach Sibirien
- Februar 1944: Deportation von 310.000 Tschetschenen und von 81.000 Inguschen nach Kasachstan und Kirgisien
- März 1944: Deportation von 37.000 Balkaren nach Kasachstan und Kirgistan.
- Mai 1944: Deportation von 200.000 Krimtataren nach Usbekistan
- Juni 1944: Deportation von 36.000 Bulgaren, Armeniern und Griechen aus der Krim
- November 1944: Deportation von 86.000 Mescheten, Kurden, Lasen und Hemşinli nach Kasachstan, Usbekistan und Kirgistan
- 1948: Deportation von 40.000 Litauern nach Sibirien
- März 1949: Deportation von 32.000 Litauern, 42.000 Letten und 20.000 Esten nach Sibirien
- Juni 1949: Deportation von 15.000 Armeniern in den Altai
- 1949: Deportation von 95.000 Moldauern nach Sibirien
- 1950: Deportation von 18.000 Litauern als Kulaken[24]

## Tote
- Kulaken-Bauern 1930–1937: 389.521[25]
- Tschetschenen: 100.000–400.000[26]
- Polen: 90.000
- Koreaner: 28.200–40.000
- Esten: 5400
- Letten: 17.400
- Litauer: 28.000[27]
- Finnen: 18.800
- Ungarn: 15.000–20.000
- Karatschaier: 13.100–19.000[28]
- Russlanddeutsche (mit sowjetischer Staatsbürgerschaft): 42.823–228.800
- Kalmücken: 12.600–16.000[28]
- Inguschen: 20.300–23.000[28]
- Balkaren: 7600–11.000[28]
- Krimtataren: 34.300–195.471[28]
- Mescheten: 12.859–50.000[28]
- Gesamt: 835.903–1.548.992[29]

## Nachträgliche Rehabilitation der Opfer

### In der UdSSR
Am 17. Januar 1956 wurde ein Dekret des Präsidiums des Obersten Rates zur Aufhebung der Beschränkungen für die 1936 vertriebenen Polen erlassen, am 17. März 1956 – von den Kalmücken, am 27. März – von den Griechen, Bulgaren und Armeniern; am 18. April 1956 – von den Krimtataren, Balkaren, meskhetischen Türken, Kurden und Hemshinli; am 16. Juli 1956 wurden die gesetzlichen Beschränkungen von Tschetschenen, Inguschen und Karatschaier aufgehoben (alle ohne das Recht, in ihre Heimat zurückzukehren).

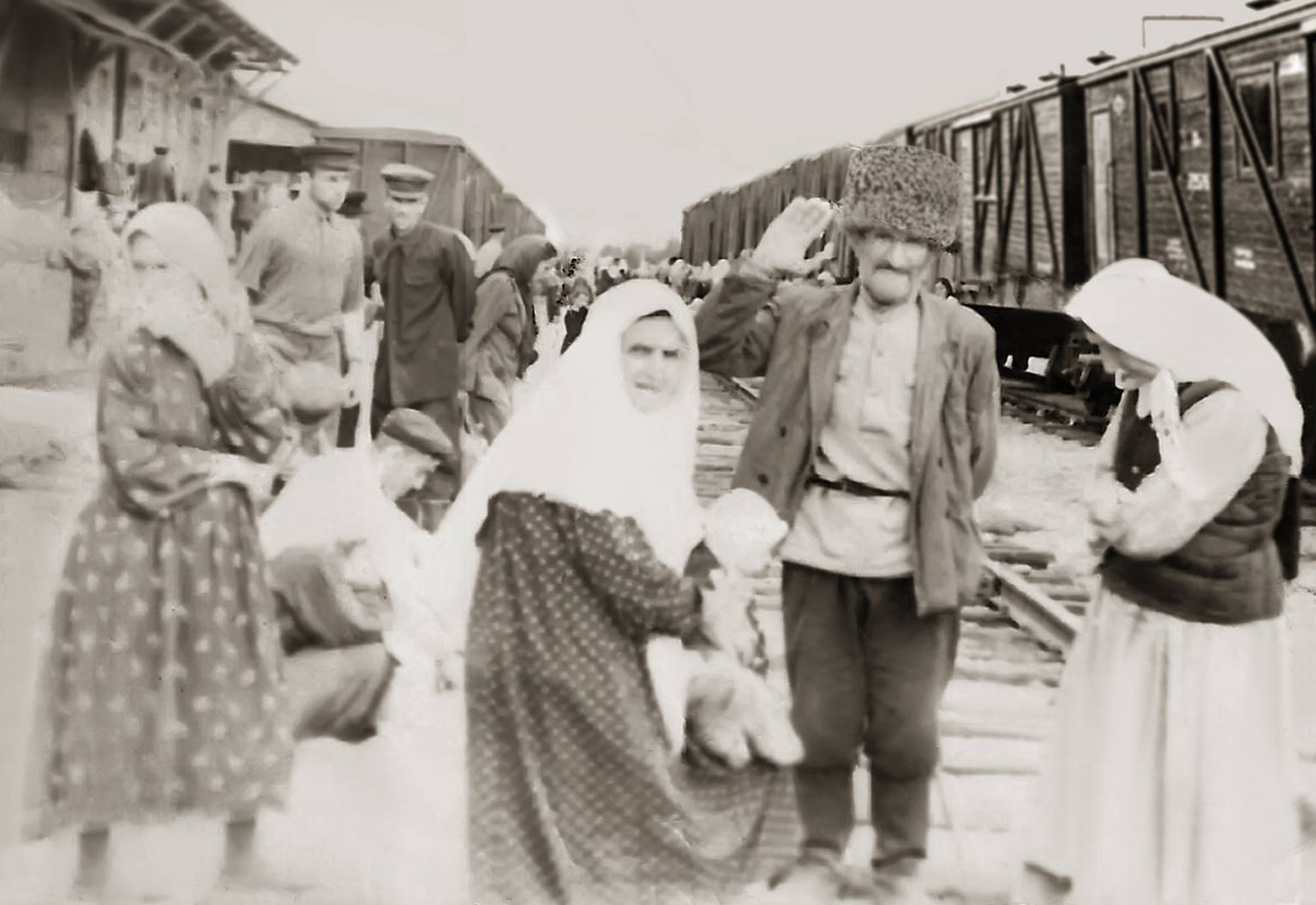
Tschetschenische Bewohner des Dorfes Jurt-Auch (heute in Dagestan) vor ihrer Rückkehr 1957 auf dem Bahnhof von Frunse (heute Bischkek, Hauptstadt von Kirgisistan)

In den Jahren 1957–1958 wurden die nationalen Autonomien der Kalmücken, Tschetschenen, Inguschen, Karatschaier und Balkaren wiederhergestellt. Diese Völker durften in ihre historischen Gebiete zurückkehren. Die Rückkehr der unterdrückten Völker verlief nicht ohne Schwierigkeiten, was dann und in der Folge zu nationalen Konflikten führte (z. B. kam es zu Auseinandersetzungen zwischen zurückgekehrten Tschetschenen und Russen, die während ihrer Vertreibung im Oblast Grosny siedelten; Inguschen im Rajon Prigorodny, von Osseten besiedelt und in die Nordossetische ASSR verlegt).
Ein bedeutender Teil der unterdrückten Völker (Wolgadeutsche, Krimtataren, meskhetische Türken, Griechen, Koreaner usw.) wurde jedoch auch zu dieser Zeit weder in nationale Autonomien (falls vorhanden) zurückgebracht, noch das Recht, in ihre historische Heimat zurückzukehren.
Am 29. August 1964, also 23 Jahre nach Beginn der Deportation, hob das Präsidium des Obersten Sowjets der UdSSR mit Dekret vom 29. August 1964 Nr. 2820-VI die wahllosen Vorwürfe gegen die in der Wolgaregion lebende deutsche Bevölkerung und das Dekret, mit dem Beschränkungen der Freiheit vollständig beseitigt wurden, auf Bewegung und Bestätigung des Rechts der Deutschen, an die Orte zurückzukehren, von denen sie deportiert wurden, wurde 1972 angenommen.
Seit Mitte der 1960er Jahre wurde der Rehabilitationsprozess für „bestrafte Völker“ fast gestoppt.

### Während der Jahre der Perestroika
Die Probleme der Völker, die während der Jahre der sowjetischen Mitschuld an den Feinden des Sowjetstaates und der Deportation von ihren historischen Wohnorten angeklagt wurden, wurden erst während der Jahre der Perestroika öffentlich thematisiert. Einer der ersten Schritte zur Wiederherstellung der historischen Gerechtigkeit in Bezug auf unterdrückte Völker war die Annahme der Erklärung des Obersten Sowjets der UdSSR vom 14. November 1989 „Über die Anerkennung illegaler und strafrechtlicher Repressalien gegen Völker, die einer Zwangsumsiedlung ausgesetzt waren, und die Gewährleistung ihrer Rechte“, wonach alle verdrängte Völker rehabilitiert wurden, indem die auf staatlicher Ebene als rechtswidrige und kriminelle Repressalien gegen sie in Form einer Politik der Verleumdung, des Völkermords, und der Zwangsumsiedlung, Abschaffung nationalstaatlicher Formationen, Schaffung eines Terror- und Gewaltregimes an Orten besonderer Siedlungen anerkannt wurden.

### Im modernen Russland
Am 26. April 1991 wurde das RSFSR-Gesetz Nr. 1107-I „Über die Rehabilitation unterdrückter Völker“ verabschiedet, das die Abschiebung von Völkern als „Politik der Verleumdung und des Völkermords“ anerkannte (Artikel 2). Das Gesetz erkannte unter anderem das Recht der unterdrückten Völker an, die territoriale Integrität wiederherzustellen, die vor der verfassungswidrigen Politik des gewaltsamen Neugestaltung der Grenzen bestand, nationalstaatliche Formationen wiederherzustellen, die vor ihrer Abschaffung bestanden, sowie den vom Staat verursachten Schaden zu entschädigen.
Muharbek Didigov nannte das besagte Gesetz einen Triumph der historischen Gerechtigkeit. Seiner Meinung nach ist die Tatsache, dass der Staat Repressionen als illegale, unmenschliche Handlungen gegen unschuldige Menschen anerkannte, ein Indikator für die Entwicklung demokratischer Institutionen, die für abgeschobene Völker einen besonderen moralischen Wert haben. Ihm zufolge schafft das Gesetz Vertrauen, dass sich dies nicht wiederholen wird.
Bei der Ausarbeitung des Gesetzes „Über die Rehabilitation unterdrückter Völker“ wurde eine Reihe von Gesetzen verabschiedet, darunter der Beschluss der RF-Streitkräfte vom 16. Juli 1992 „Über die Rehabilitation der Kosaken“; Dekret der Streitkräfte der Russischen Föderation vom 1. April 1993 „Über die Rehabilitation russischer Koreaner“; Erlass der Regierung der Russischen Föderation vom 24. Januar 1992 über vorrangige Maßnahmen zur praktischen Wiederherstellung der gesetzlichen Rechte der unterdrückten Völker der Assr in Dagestan; Dekret der RF-Streitkräfte vom 29. Juni 1993 „Über die Rehabilitation russischer Finnen“ usw.
Am 24. September 2012 legten Abgeordnete der Partei Einiges Russland der Staatsduma einen Gesetzesentwurf zur zusätzlichen Unterstützung von Vertretern unterdrückter Völker vor. Die Autoren des Gesetzes schlugen vor, 23 Milliarden Rubel aus dem Bundeshaushalt für politische Gefangene bereitzustellen. Nach Angaben der Autoren soll dieses Geld für monatliche Zahlungen und Entschädigungen für Fundsachen in Höhe von bis zu 35 Tausend Rubel verwendet werden.

## Genozid
Mehrere Historiker, darunter der russische Historiker Pavel Polian und die litauische wissenschaftliche Mitarbeiterin an der Yale University Violeta Davoliūtė, bewerten die Massendeportationen von Zivilisten als Verbrechen gegen die Menschlichkeit. Sie werden auch oft als sowjetische ethnische Säuberung bezeichnet.
Die Deportation der Krimtataren und die Deportation der Tschetschenen und Inguschen wurden von der Ukraine und weiteren drei Ländern als Völkermord anerkannt.
Fünfzehn Jahre nach der Anerkennung in der UdSSR hat das Europäische Parlament im Februar 2004 auch die Abschiebung von Tschetschenen und Inguschen 1944 als Völkermord anerkannt.

## Geschichtsschreibung
In den 2010er Jahren kritisierten russische geschichtsrevisionistische Historiker wie Nikolai Bugai die Verwendung des Konzepts der „Deportation“ für die Zwangsumsiedlung von Sowjetbürgern innerhalb der Grenzen der Sowjetunion. Anstelle des Begriffs „Abschiebung“ schlugen Nikolai Bugai und andere vor, den Begriff „Zwangsumsiedlung“ zu verwenden.